# Armstrong Siddeley Special
Armstrong Siddeley Special är en personbil, tillverkad av den brittiska biltillverkaren Armstrong Siddeley mellan 1933 och 1937. 
Armstrong Siddeley hade alltsedan starten gjort sig kända för att bygga familjebilar av hög kvalitet för en välbärgad medelklass, snarare än prestanda och flärd. Med Special-modellen, som introducerades 1933, tog företaget steget in på lyxbilsmarknaden.
John Davenport Siddeley hade tagit fram en toppventilsmotor med en slagvolym på fem liter,  byggd i aluminiumlegeringen hiduminium som utvecklats för flygmotorer. Chassit hade stela hjulaxlar upphängda i längsgående bladfjädrar och hydrauliska bromsar. Bilar med en sportig öppen kaross kunde nå en toppfart på 150 km/h.